# Silvia Pérez Cruz
Sílvia Pérez Cruz (Palafrugell, Gerona, 15 de febrero de 1983) es una cantante, compositora y actriz española. En 2022 obtuvo el Premio Nacional de las Músicas Actuales «por la calidad creativa e interpretativa de su carrera», así como «por la naturalidad, la versatilidad y la audacia de sus propuestas». Se hizo también con tres galardones en la primera edición de los Premios de la Academia de Música de España, en 2024.

## Trayectoria musical y artística

### Infancia y juventud
Sílvia Pérez Cruz nació el 15 de febrero de 1983, en Palafrugell, Gerona. Es hija del músico Càstor Pérez Diz y de la poetisa Gloria Cruz i Torrellas, autores de la habanera Vestida de nit, que la propia Sílvia Pérez Cruz grabó años después. En su infancia se nutrió del ambiente de búsqueda creativa y desarrollo artístico de la Academia Alartis, dirigida por su madre, Gloria Cruz, donde fue alumna y años después, profesora.
Desde los 12 años, ofreció diversos conciertos íntimos en la taberna «La Bella Lola» de Calella de Palafrugell, junto a su padre Càstor Pérez. Juntos grabaron el álbum Passeig per la memòria (2001), hicieron una gira por Cuba la primavera del 2010 y participaron como invitados especiales en la Cantada de habaneras de Calella de Palafrugell del 2010. Su último concierto fue en Torroella de Montgrí ese mismo año. En su repertorio se encontraban canciones como «Alfonsina y el mar», «20 años», «Yo quisiera vivir en la Habana» o «A mi no me gusta el coco», entre otras.
Desde los 4 años, Sílvia Pérez Cruz cursó estudios musicales y a los 18 años se trasladó a Barcelona, donde continuó formándose en la música, en la Escuela Superior de Música de Cataluña. Cursó solfeo, saxo y piano clásicos, cajón, armonía, canto (jazz y flamenco), improvisación, arreglos, saxo (jazz), composición, etc. Se licenció en canto jazz por la ESMUC.
Entre 1996 y 2010, Sílvia Pérez Cruz formó parte de los coros Coral Virolets grans y Nit de juny, y ofreció varios conciertos junto al guitarrista Lluís Bofill; entre 2001 y 2002 realizó un proyecto musical junto al pianista y compositor Sergi Sirvent; y en 2004 fundó el grupo flamenco Las Migas junto a Isabelle Laudenbach (guitarrista), Lisa Bause (violinista) y Marta Robles (guitarrista) -todas ellas alumnas de la ESMUC-, con el que ganó el Premio del Instituto de Juventud (INJUVE) al Mejor grupo de Flamenco, lo que supuso un salto cualitativo en su carrera. Entre 2006 y 2007 formó parte del grupo Nou nonet, formado por ocho alumnos de la ESMUC.

### Participación en obras musicales, cinematográficas, teatrales y de danza
Ya como profesional, ha formado parte de numerosos proyectos musicales y artísticos. A lo largo de su carrera, ha colaborado con artistas como Gino Paoli, Stefano Bollani, Jorge Drexler, Toquinho, Natalia Lafourcade, Lila Downs, Joan Manuel Serrat, Pedro Guerra, Joaquín Sabina, Lluís Llach, Chicuelo, Macaco, Kiko Veneno Tosca Donati o Salvador Sobral, entre muchos otros. 
Pérez Cruz ha sido la voz principal de diversos álbumes musicales como Unas voces (2006) y Reinas del matute (2010) de Las Migas (grupo del que fue cofundadora y voz solista desde 2004 hasta 2011), Llama (2005) y Rompiendo aguas (2011) junto al percusionista Ravid Goldschmidt, Immigrasons (2007) junto a Ernesto Snajer y Raül Fernández, We sing Bill Evans (2008) junto a Joan Díaz Trío, Un sordo s'ho escoltava (2010), como integrante de Xalupa, y En la imaginación (2011) junto a Javier Colina Trío. Este último álbum fue galardonado con el Premio a Mejor álbum de jazz y músicas contemporáneas en la IV edición de los Premios de la Música Independiente y con el Premio ARC (Asociación de Representantes, Promotores y Managers de Cataluña) en la categoría de jazz y blues.
Asimismo, a lo largo de su carrera, Sílvia Pérez Cruz ha colaborado en diversas obras colectivas como Per al meu amic... Serrat (2006), Vientos y lugares (2008), Maria Mercè Marçal. Catorze poemes, catorze cançons (2009), Dones amb nom propi (2009), Brindando a José Alfredo Jiménez (2010), México Flamenco (2011), Juanito Valderrama 1906-2016 (2016) o Hijos del Mediterráneo (2019), y en conciertos colectivos como Les nostres canços contra la sida (2012), Aragón sigue, Labordeta vive (2015) o la Cantada d'Havaneres de Calella de Palafrugell. En 2013, el compositor Feliu Gasull estrena "Tonades", suite sobre canciones campesinas catalanas y valencianas, contando con la voz protagonista de Sílvia Pérez Cruz, cantando junto a la Orquesta Nacional de España dirigida por Josep Pons, el 10 de mayo de 2015 la interpretarán en concierto único con la GiOrquestra (Orquestra Simfònica de Girona) en el Auditorio de Gerona. En junio de 2023 vuelven a interpretar en directo este repertorio (Tonades, Quatre Cançons per a veu i orquestra, Fantasia sobre Canticel de Eduard Toldrà, Tres quarts) junto a la Orquesta Sinfónica del Gran Teatro del Liceo en tres conciertos en Lérida, Manresa y San Cugat del Vallés. Posteriormente, el 29 de marzo de 2025 en concierto en el Auditorio de Barcelona y junto a la OBC, estrenó Domini màgic, obra de Feliu Gasull sobre dos poemas tradicionales, y otros dos pertenecientes a Joan Vinyoli y a Enric Casasses -encargado además de leer los textos– con el nexo común literario en torno a la naturaleza.
Ha colaborado con diversos cineastas, participando como cantante y/o compositora en la B.S.O. de películas como Blancanieves (Pablo Berger, 2012), Rastros de sándalo (María Ripoll, 2014), Cerca de tu casa (Eduard Cortés, 2016), La noche de 12 años (Álvaro Brechner, 2018), Intemperie (Benito Zambrano, 2019) y Josep (Aurel, 2020), en ocasiones trabajando también como actriz. Asimismo, ha formado parte de diversos documentales como Toti Soler, de una manera silenciosa (Àngel Leiro, Juan Simó, Jordi Turtós, 2013), El Somni (Franc Aleu, 2013), El Bosco, el jardín de los sueños (José Luis López-Linares, 2016), Ana María Moix. Pasión por la palabra (Anastasi Rinos, 2016) y Luna Grande, un tango por García Lorca (Juan José Ponce, 2017). Junto al director de cine Isaki Lacuesta ha realizado varios vídeos musicales (en clave de "poemas visuales") y también ha trabajado a menudo con el fotógrafo y realizador Àlex Rademakers.
Por otro lado, ha formado parte de diversos montajes teatrales como Poema de Nadal (Esteve Polls, 2007), El jardí dels cinc arbres (2009), Rebels amb causa (2009), Hélade (2012), La Chunga (2013) -estas cuatro últimas dirigidas por Joan Ollé-, 4 acords, Ella y yo (2013, Julio Manrique), Informe per a una Acadèmia (Xavier Ricart e Ivan Benet), Terra Baixa (2014) y Cyrano (2018) -ambas dirigidas por Pau Miró-. A través de sus trabajos para teatro y cine, ha trabajado con actores como Lluís Homar, Aitana Sánchez Gijón, Irene Escolar, José María Pou, Maribel Verdú, Concha Velasco, Montserrat Carulla, Antonio de la Torre, Ángela Molina, Sergi López, Iván Massagué, Alba Flores y Adriana Ozores, entre otros. 
Además, ha colaborado en distintos espectáculos de danza como Astronauta, pianista y cajón (2002), 34 negro (2002), Olelés (2003) -las tres junto al bailarín Damián Muñoz- , La leyenda del tiempo, 30 años (2010-2011, junto a Rafaela Carrasco, Juan Gómez "Chicuelo" y Duquende) Grito Pelao (2016-2019, Rocío Molina) y La relatividad de la belleza (2019, Andrés Corchero).

### Trabajos discográficos en solitario o a dúo
Hasta 2021, Sílvia Pérez Cruz ha publicado siete álbumes en solitario, todos ellos de la mano de Universal Music Group: 11 de novembre (2012), que fue Disco de Oro por la venta de más de 20.000 copias, Granada (2014), junto a Raül Fernández Miró, que fue merecedor del Premio Rolling Stone España Mejor grupo/solista del año, Disco del año Rockdelux, Premio Altaveu Millor Disc y, de nuevo, del Disco de Oro por la venta de más de 20.000 copias, Domus (2016), en que recoge la B.S.O. de la película Cerca de tu casa de Eduard Cortés, premiada con el IX Premio Gaudí a Mejor Música original, el Premio Biznaga de Plata a Mejor Banda Sonora, el Premio Pöff a Mejor Banda Sonora y el Goya a la Mejor Canción Original, Vestida de nit (2017), junto a quinteto de cuerdas, Joia (2018), doble álbum recopilatorio publicado solo en Japón, MA. Live in Tokyo (edición digital, 2020), grabado en concierto junto al pianista Marco Mezquida, y Farsa (género imposible) (2020), en que recopila temas propios compuestos para cine, teatro y danza.
Entre los temas más destacables de su repertorio se encuentran sus versiones de Pequeño vals vienés, Gallo rojo, gallo negro, Mechita o Vestida de nit y canciones propias como No hay tanto pan, Ai, Ai, Ai, Mañana o Todas las madres del mundo. En 2023 lanza el disco Toda la vida, un día con el que realiza una gira de conciertos, al tiempo que sale en gira por Europa y por América con el músico irlandés Damien Rice. A finales de 2023 publica dos singles digitales: un villancico en catalán titulado "Cançó de Nadal" y en portugués el tema a capela "Estrelas e raiz" junto a Maro y Rita Payés. En septiembre de 2024 publica en single digital Pastores sobre un poema del escritor colombiano Vito Apüshana y en octubre el tema propio Capitana. A finales de 2024 publicó el disco Lentamente junto al guitarrista argentino Juan Falú y en junio de 2025 junto al cantautor portugués Salvador Sobral publica el disco Sílvia & Salvador.

## Discografía[33]

### Discografía
|                                 | Año  | Título                   | Notas                                                        | Reediciones y ediciones especiales                           |
| ------------------------------- | ---- | ------------------------ | ------------------------------------------------------------ | ------------------------------------------------------------ |
| Como integrante de otros grupos | 2005 | Llama                    | Junto a Ravid Goldschmidt                                    |                                                              |
| Como integrante de otros grupos | 2006 | Unas voces               | Como integrante de Las Migas                                 |                                                              |
| Como integrante de otros grupos | 2007 | Immigrasons              | Junto a Ernesto Snajer y Raül Fernández                      | Reeditado en 2015                                            |
| Como integrante de otros grupos | 2008 | We sing Bill Evans       | Junto a Joan Díaz Trío                                       |                                                              |
| Como integrante de otros grupos | 2010 | Un sordo s'ho escoltava  | Como integrante de Xalupa                                    |                                                              |
| Como integrante de otros grupos | 2010 | Reinas del matute        | Como integrante de Las Migas                                 |                                                              |
| Como integrante de otros grupos | 2011 | En la imaginación        | Junto a Javier Colina Trío                                   | Reeditado en 2016                                            |
| Como integrante de otros grupos | 2011 | Rompiendo aguas          | Como integrante de Llama con Ravid Goldschmidt               |                                                              |
| En solitario o a dúo            | 2012 | 11 de novembre           | Edición especial ese mismo año y edición portuguesa en 2013  | Edición especial ese mismo año y edición portuguesa en 2013  |
| En solitario o a dúo            | 2014 | Granada                  | Junto a Raül Fernández Miró                                  | Edición especial ese mismo año                               |
| En solitario o a dúo            | 2016 | Domus                    | B.S.O. de la película Cerca de tu casa                       | Edición especial ese mismo año                               |
| En solitario o a dúo            | 2017 | Vestida de nit           | Con quinteto de cuerdas                                      |                                                              |
| En solitario o a dúo            | 2018 | Joia                     | Doble álbum recopilatorio publicado solo en Japón            | Doble álbum recopilatorio publicado solo en Japón            |
| En solitario o a dúo            | 2020 | MA. Live in Tokyo        | Junto a Marco Mezquida, grabado en vivo                      |                                                              |
| En solitario o a dúo            | 2020 | Farsa (género imposible) | Recopila temas propios compuestos para cine, teatro y danza. | Recopila temas propios compuestos para cine, teatro y danza. |
| En solitario o a dúo            | 2023 | Toda la vida, un día     |                                                              |                                                              |
| En solitario o a dúo            | 2024 | Lentamente               | Con Juan Falú a la guitarra                                  |                                                              |
| En solitario o a dúo            | 2025 | Sílvia & Salvador        | Con Salvador Sobral                                          |                                                              |

### Colaboraciones discográficas
| Año  | Canción/es                                                                 | Álbum                                                      | Artista / Grupo                                                              | Notas                                                  |
| ---- | -------------------------------------------------------------------------- | ---------------------------------------------------------- | ---------------------------------------------------------------------------- | ------------------------------------------------------ |
| 2001 | A mí no me gusta el coco Vivir en La Habana Veinte años Alfonsina y el mar | Passeig per la memòria                                     | Duet                                                                         |                                                        |
| 2003 | Terpsícore                                                                 | 9 muses                                                    | Sergi Sirvent                                                                |                                                        |
| 2004 | Lo que me passa Taka laka Bonus                                            | Font Nova 15                                               | Andreu i els rumberus                                                        |                                                        |
| 2005 | Nieve y fuego Trampa Elixir davida Xançoneta Niditfunk                     | Trampa                                                     | Möondo                                                                       |                                                        |
| 2005 | Sin aliento Llorona blues                                                  | Barcelona Intimíssimo Café                                 | Burruezo & Bohemia Camerata                                                  |                                                        |
| 2006 | Menuda                                                                     | Per al meu amic... Serrat                                  | Obra colectiva                                                               |                                                        |
| 2006 | La vida dóna mil voltes                                                    | Havanera                                                   | Marc Timón                                                                   |                                                        |
| 2006 | Mal menor                                                                  | De Benidorm a Benicàssim                                   | Luis Troquel                                                                 | Tema cantado a dúo con Nacho Vegas                     |
| 2006 | Rubato Iris                                                                | Nou Nonet                                                  | Joan Monné                                                                   |                                                        |
| 2007 | Tothom parla                                                               | El disc de La Marató de TV3                                | Obra colectiva                                                               | Como integrante de Las Migas                           |
| 2007 | La mestressa                                                               | Els invertebrats                                           | Raül Fernández Refree                                                        |                                                        |
| 2007 | Calima Azul                                                                | Azul                                                       | Calima                                                                       |                                                        |
| 2007 | Apnea 6                                                                    | Apnea                                                      | Laia Cagigal                                                                 |                                                        |
| 2007 | Paraules d'anhel                                                           | Al forc dels dies                                          | Caponnam                                                                     |                                                        |
| 2008 | Canción mixteca L'any de la meva gràcia La presó de Lleida                 | Vientos y lugares                                          | Obra colectiva                                                               |                                                        |
| 2008 | Loca Vestida de nit Lola                                                   | Ravid Hang                                                 | Ravid Goldschmidt                                                            |                                                        |
| 2009 | Covava l'ou de la mort blanca                                              | Maria Mercè Marçal. Catorze poemes, catorze cançons        | Obra colectiva                                                               |                                                        |
| 2009 | Sendero                                                                    | Tierra                                                     | Calima                                                                       | Como integrante de Las Migas                           |
| 2009 | Alfonsina y el mar                                                         | Dones amb nom propi                                        | Obra colectiva                                                               |                                                        |
| 2009 | El labradorito Verde gaio La solterita                                     | Coetus                                                     | Coetus                                                                       |                                                        |
| 2009 | La mentira                                                                 | Colina Serrano Project                                     | Javier Colina y Antonio Serrano                                              |                                                        |
| 2009 | Super princesa                                                             | Declaracions                                               | Clara Peya                                                                   |                                                        |
| 2009 | Caracol                                                                    | Dos ríos                                                   | Andrés Beeuwsaert                                                            |                                                        |
| 2009 | La cançó de la precària                                                    | Marquet                                                    | Compartir Dóna Gustet                                                        |                                                        |
| 2010 | Cuando vivas conmigo                                                       | Brindando a José Alfredo Jiménez                           | Obra colectiva                                                               | Junto a Raül Fernández Refree                          |
| 2010 | Un buen tío Al senyor Beltran Torpe A cau d'orella                         | Matilda                                                    | Raül Fernández Refree                                                        |                                                        |
| 2010 | Vinc d'una vall                                                            | Qui no plora no mama                                       | Pepet y Marieta                                                              |                                                        |
| 2010 | Cien hombres ni uno más Prêt à porter Ensayo general                       | Ay...                                                      | Nacho Umbert & La compañía                                                   |                                                        |
| 2010 | Ajo y agua                                                                 | De estraperlo B.S.O.                                       | Obra colectiva                                                               | Como integrante de Las Migas                           |
| 2010 | Disculpe, babe                                                             | Tribute to Os Mutantes: El Justiciero, Cha, Cha, Cha       | Obra colectiva                                                               |                                                        |
| 2011 | Cucurrucucú paloma                                                         | México Flamenco                                            | Obra colectiva                                                               |                                                        |
| 2011 | Plora amb mi                                                               | El disc de La Marató de TV3 2011                           | Obra colectiva                                                               |                                                        |
| 2011 | El corazón es agua                                                         | Raó de viure                                               | Toti Soler                                                                   |                                                        |
| 2011 | Absència                                                                   | Tariq                                                      | Jaume Compte y Nafas Ensemble                                                |                                                        |
| 2012 | Paraules d'amor Ara mateix                                                 | Les nostres cançons contra la sida                         | Obra colectiva                                                               | Junto a Toti Soler Junto a Lluís Llach y Pep Guardiola |
| 2012 | Spotlight                                                                  | Percussion Highway                                         | Utròpic                                                                      | Como percusionista                                     |
| 2012 | No te puedo encontrar De reina, ná Blancanieves                            | Blancanieves (BSO)                                         | Obra colectiva                                                               |                                                        |
| 2012 | Gallo rojo, gallo negro                                                    | Entre tierras                                              | Coetus                                                                       |                                                        |
| 2012 | Gallo rojo, gallo negro                                                    | Tots sants                                                 | Refree                                                                       |                                                        |
| 2013 | Todas las canciones del álbum                                              | Freiheit (BSO)                                             | Sílvia Pérez Cruz                                                            | Para la obra teatral Informe per a una Acadèmia        |
| 2013 | Un tall de síndria                                                         | L'àrea petita                                              | Els Pets                                                                     | Como saxofonista                                       |
| 2013 | Namasté                                                                    | Sensación térmica                                          | Kiko Veneno                                                                  |                                                        |
| 2013 | Orgia                                                                      | Nova Creu Alta                                             | Raül Fernández Refree                                                        | Como trompetista                                       |
| 2013 | Chacarera del 55                                                           | Formigues                                                  | Els Cremats                                                                  |                                                        |
| 2014 | Plany al mar                                                               | Antología desordenada                                      | Joan Manuel Serrat                                                           |                                                        |
| 2014 | Todas las canciones del álbum                                              | Celebrem 20 anys de Mediapro                               | Silvia Pérez Cruz y Toti Soler                                               |                                                        |
| 2014 | Sirenes i marcians                                                         | Minimúsica - La Educación Vol.4                            | Obra colectiva                                                               | Junto a Raül Fernández Refree                          |
| 2015 | Gallo rojo, gallo negro Somos (en grupo) Canto a la libertad (en grupo)    | Aragón sigue, Labordeta vive                               | Obra colectiva                                                               |                                                        |
| 2015 | Simfonia de babaus                                                         | Perfectes estúpids humans                                  | La Torre del Tigre                                                           |                                                        |
| 2015 | Lágrima Cucurrucucú paloma Pare meu                                        | Fado&Further                                               | Júlio Resende                                                                |                                                        |
| 2015 | Todos los temas del álbum                                                  | Rolf y Flor en Londres                                     | The Pinker Tones                                                             |                                                        |
| 2015 | La voz del viento Matilda                                                  | Voces                                                      | Perico Sambeat Big Band                                                      |                                                        |
| 2016 | Mi ruiseñor El emigrante (en grupo)                                        | Juanito Valderrama 1906-2016                               | Obra colectiva                                                               |                                                        |
| 2016 | Sin puntos ni comas                                                        | 14 de ciento volando de 14                                 | Pedro Guerra y Joaquín Sabina                                                | Junto a Jorge Drexler                                  |
| 2016 | Suelo español                                                              | Breve historia de España. En lo que llevamos del siglo XXI | Luis Troquel                                                                 |                                                        |
| 2016 | Atrás da porta O meu amor                                                  | Samba de Chico                                             | Hamilton de Holanda                                                          |                                                        |
| 2017 | Tonada de luna llena                                                       | Paz                                                        | Guillermo Rizzotto Trío                                                      |                                                        |
| 2017 | Sirenas                                                                    | Amor en crisis                                             | La Canalla                                                                   |                                                        |
| 2017 | Casida del sediento                                                        | Canta a Miguel Hernández. Verso a verso.                   | Carmen Linares                                                               |                                                        |
| 2017 | Mariposilla verde                                                          | No m'arrecojo. 50 años en familia                          | Diego Carrasco                                                               |                                                        |
| 2018 | Sampa                                                                      | Sampa                                                      | Albert Sanz & Javier Colina                                                  |                                                        |
| 2019 | Quédate                                                                    | Civilizado como los animales                               | Macaco                                                                       |                                                        |
| 2019 | Ya ves                                                                     | Amor                                                       | Haydée Milanés y Pablo Milanés                                               |                                                        |
| 2019 | La J de Talibe Kone                                                        | Karnataka to Segalaba                                      | Iniche                                                                       |                                                        |
| 2019 | Barquito de papel                                                          | Hijos del Mediterráneo                                     | Obra colectiva                                                               |                                                        |
| 2019 | Sin cuenta El temps que estinguem junts                                    | La punta del iceberg                                       | Lucas Delgado                                                                |                                                        |
| 2019 | Moving on The night of Santiago                                            | Thanks for the dance                                       | Leonard Cohen                                                                |                                                        |
| 2020 | Tres quarts                                                                | Memento                                                    | Hirahi Afonso                                                                |                                                        |
| 2020 | Piazza grande                                                              | Morabeza                                                   | Tosca                                                                        |                                                        |
| 2020 | El astro debutante                                                         | Astro azul                                                 | Versonautas                                                                  |                                                        |
| 2020 | Mi olvido                                                                  | Cerca del suelo                                            | Monfort                                                                      |                                                        |
| 2021 | La profecía                                                                | Kiribati                                                   | Guillem Roma                                                                 |                                                        |
| 2021 | Maneo de Cambre                                                            | Aire!                                                      | Caamaño & Ameixeiras                                                         |                                                        |
| 2021 | Soñar contigo                                                              | Zenetianos                                                 | Zenet                                                                        |                                                        |
| 2021 | El seductor                                                                | Esto sí se llama querer                                    | UNDP Collective (12 boleros de diversos intérpretes para el sello Underpool) |                                                        |
| 2021 | That Old Waltz                                                             | bpm                                                        | Salvador Sobral                                                              | Coros                                                  |
| 2021 | Tot el que em dones tu                                                     | El disc de La Marató de TV3 2021                           | Obra colectiva                                                               |                                                        |
| 2021 | Lilith                                                                     | Como ateo en el amor                                       | Pablo Gómez Molina                                                           |                                                        |
| 2022 | Carinhoso                                                                  | Chabem                                                     | Chano Domínguez, Rubem Dantas y Hamilton de Holanda                          |                                                        |
| 2022 | Circular                                                                   | Salt mortal                                                | Pol Batlle                                                                   |                                                        |
| 2022 | Desde que te perdí                                                         | Tú ve                                                      | Kevin Johansen                                                               |                                                        |
| 2022 | Sidiya                                                                     | Nio                                                        | Momi Maiga                                                                   |                                                        |
| 2022 | Amor del bo                                                                | Matriz                                                     | Rozalén                                                                      |                                                        |
| 2022 | Joc de trencar l'olla                                                      | Diacrónico                                                 | Eliseo Parra                                                                 |                                                        |
| 2023 | El dit petit del món                                                       | Esto frío no vale nada                                     | Nico Roig                                                                    |                                                        |
| 2023 | Juro que vi flores                                                         | Hortelã                                                    | Maro                                                                         |                                                        |
| 2023 | La espuma del mar                                                          | La espuma del mar                                          | Albert Sanz                                                                  |                                                        |
| 2023 | Al tanto de tanto                                                          | Toda una alegría                                           | Adriano Galante                                                              |                                                        |
| 2023 | Nana para mí                                                               | Corsé                                                      | Clara Peya                                                                   |                                                        |
| 2023 | Límites y otros horizontes y Sobre un libro de versos                      | Canciones de Camastro y Cuna y Primeros Veranos de Lorca   | Bru Ferri                                                                    |                                                        |
| 2023 | Que pasen cosas                                                            | A Dos                                                      | Lau Noah                                                                     |                                                        |
| 2024 | 313 y Artificial Inteligente                                               | Las letras ya no importan                                  | Residente                                                                    |                                                        |
| 2024 | 40 años de flamenco (En directo)                                           | Casida del sediento                                        | Carmen Linares                                                               |                                                        |
| 2024 | El panadero                                                                | De camino al camino                                        | Rita Payés                                                                   |                                                        |
| 2024 | Quizás, quizás, quizás                                                     | Sencillo                                                   | Alba Molina                                                                  |                                                        |
| 2025 | El cuerpo después de todo                                                  | Debe ser                                                   | Valeria Castro                                                               |                                                        |
| 2025 | Varios temas                                                               | El país dels crancs                                        | Feliu Gasull                                                                 |                                                        |

## Filmografía

### Cine documental
| Año  | Película                               | Director                             | Colaboración                                                        |
| ---- | -------------------------------------- | ------------------------------------ | ------------------------------------------------------------------- |
| 2013 | Toti Soler, de una manera silenciosa   | Àngel Leiro, Juan Simó, Jordi Turtós | Conversa con Toti Soler e interpreta el tema Cançó de suburbi       |
| 2013 | El Somni                               | Franc Aleu                           | Interpreta los temas Luna, Luz que brillas y Sirena                 |
| 2016 | El Bosco. El jardín de los sueños      | José Luis López-Linares              | Conversa sobre el cuadro El jardín de las delicias                  |
| 2016 | Ana María Moix. Pasión por la palabra  | Anastasi Rinos                       | Compone e interpreta el tema Mañana                                 |
| 2017 | Luna grande, un tango por García Lorca | Juan José Ponce                      | Interpreta el tema Pequeño vals vienés, junto al guitarrista Pájaro |

### Cine de ficción
| Año  | Película            | Director        | Colaboración |
| ---- | ------------------- | --------------- | --- |
| 2012 | Blancanieves        | Pablo Berger    | Interpreta los temas No te puedo encontrar, De reina, ná y Blancanieves de la B.S.O.                                            |
| 2014 | Rastros de sándalo  | María Ripoll    | Interpreta el tema Vestida de nit.                                                                                              |
| 2016 | Cerca de tu casa    | Eduard Cortés   | Colabora como actriz en el papel protagonista y compone e interpreta la B.S.O.                                                  |
| 2018 | La noche de 12 años | Álvaro Brechner | Colabora como actriz en un papel secundario e interpreta los temas Siga el baile, The Sound of Silence, Plumita y Tres locuras. |
| 2019 | Intemperie          | Benito Zambrano | Interpreta los temas Gallo rojo, gallo negro e Intemperie.                                                                      |
| 2020 | Josep               | Aurel           | Pone voz a dos personajes de animación, y compone e interpreta la B.S.O.                                                        |

### Teatro
| Año  | Obra                       | Director                   |
| ---- | -------------------------- | -------------------------- |
| 2007 | Poema de Nadal             | Esteve Polls               |
| 2009 | El jardí dels cinc arbres  | Joan Ollé                  |
| 2009 | Rebels amb causa           | Joan Ollé                  |
| 2012 | Hélade                     | Joan Ollé                  |
| 2013 | La chunga                  | Joan Ollé                  |
| 2013 | 4 acords, Ella y yo        | Julio Manrique             |
| 2013 | Informe per a una Acadèmia | Xavier Ricart e Ivan Benet |
| 2014 | Terra Baixa                | Pau Miró                   |
| 2018 | Cyrano                     | Pau Miró                   |

### Danza
| Año       | Obra                           | Bailarín         |
| --------- | ------------------------------ | ---------------- |
| 2002      | Astronauta, pianista y cajón   | Damián Muñoz     |
| 2002      | 34 negro                       | Damián Muñoz     |
| 2003      | Olelés                         | Damián Muñoz     |
| 2010-2011 | La leyenda del tiempo, 30 años | Rafaela Carrasco |
| 2016-2019 | Grito Pelao                    | Rocío Molina     |
| 2019      | La relatividad de la belleza   | Andrés Corchero  |

### Vídeos oficiales
| Año  | Canción / Título                                  | Realizador       |
| ---- | ------------------------------------------------- | ---------------- |
| 2012 | Vídeo de Presentación de 11 de novembre           | Igor Cortadellas |
| 2016 | My dog                                            | Igor Cortadellas |
| 2018 | Vestida de nit                                    | Àlex Rademakers  |
| 2018 | La Lambada / Chorando Se Foi                      | Rafaê            |
| 2018 | Ne me quitte pas                                  | Igor Cortadellas |
| 2018 | No surprises                                      | Àlex Rademakers  |
| 2018 | Tres locuras                                      | Álvaro Brechner  |
| 2019 | Plumita                                           | Zoe Ho y Kenny L |
| 2019 | Grito Pelao                                       | Àlex Rademakers  |
| 2019 | Vídeo de Presentación de MA. Live in Tokyo        | Àlex Rademakers  |
| 2020 | Barco negro / Mãe preta                           | Rafaê            |
| 2020 | Vídeo de Presentación de FARSA (género imposible) | Àlex Rademakers  |
| 2020 | Fatherless                                        | Isaki Lacuesta   |
| 2020 | Grito Pelao                                       | Isaki Lacuesta   |
| 2020 | Tango de la Vía Láctea                            | Isaki Lacuesta   |
| 2021 | Par Coeur + The Womb                              | Isaki Lacuesta   |

## Premios

### Premios Goya
| Año  | Categoría               | Película         | Resultado |
| ---- | ----------------------- | ---------------- | --------- |
| 2012 | Mejor canción original  | Blancanieves     | Ganadora  |
| 2017 | Mejor actriz revelación | Cerca de tu casa | Nominada  |
| 2017 | Mejor canción original  | Cerca de tu casa | Ganadora  |

### Otros premios
• Premio +Músicas Mejor Canción por “Nombrar es Imposible” 
- Premio Academia de la Música Mejor álbum cantautor 2024, por Toda la vida. Concedido por la recién creada Academia de la Música de España.   [35]
- Premio Academia de la Música Mejor canción en catalán/valenciano/aranés 2024, por Ell no vol que el món s’acabi. [35]
- Premio Academia de la Música Mejor diseño de álbum 2024, por Toda la vida, un día. [35]
- Premio Enderrock 2024 al Mejor Disco de Canción de Autor (Crítica y Público) para Toda la vida, un día.[36]
- Premio Nacional de las Músicas Actuales (2022)[37]
- Premio Enderrock al Mejor Disco de Autor para Sílvia Pérez Cruz por Farsa (género imposible) (2021)[38]
- Premio Enderrock al Mejor Disco de Jazz para Sílvia Pérez Cruz & Marco Mezquida por «MA. Live in Tokyo» (2021)[38]
- Prix Lumières 2021, otorgado por la prensa internacional especializada, a la Mejor Música Original por la banda sonora de la película de animación Josep, dirigida por el ilustrador francés Aurel.[39]
- Premio Max 2018-2019 de las Artes Escénicas en la categoría Mejor composición musical para espectáculo escénico por la obra Grito pelao.[40]

- IX Premios Gaudí. Mejor música original, Cerca de tu casa, 2017.[41]
- Premio Biznaga de Plata a Mejor Banda Sonora por la película «Cerca de tu Casa» dirigida por Eduard Cortés. (2016)
- Premio Pöff a Mejor Banda Sonora por la película «Cerca de tu casa» dirigida por Eduard Cortés (2016)
- Premios Butaca por la composición de las bandas sonoras de las obras teatrales ‘Terra Baixa’ (Lluís Homar) (2015)[42] e ‘Informe per a una acadèmia’ (Ivan Benet) (2014).[43]
- Disco de Oro por la venta de más de 20.000 copias del disco Granada (2015)
- Premio Rolling Stone España "Mejor grupo/solista del año" por Granada (2014).[44]
- Disco del año Rockdelux por Granada (2014).[45]
- Premio Altaveu "Millor Disc" por Granada (2014)
- Disco de Oro por la venta de más de 20.000 copias del disco «11 de novembre»
- Premiada como mejor cantante en los premios Altaveu 2009, además con el tema "'Covava l'ou de la mort blanca'" gana el premio de composición Miquel Martí i Pol 2009, musicando este poema de Maria Mercè Marçal.

- En 2012, el disco "En la imaginación" de Sílvia Pérez Cruz y Javier Colina Trio, gana el premio a Mejor álbum de jazz y músicas contemporáneas en la IV edición de los Premios de la Música Independiente. El mismo disco fue galardonado en 2011 con el premio ARC (Asociación de Representantes, Promotores y Managers de Cataluña) en la categoría de jazz y blues.